# Juan Botasso
Juan Carlos Botasso (Buenos Aires, 23 oktober 1908 – Quilmes, 5 oktober 1950) was een Argentijns voetballer. De doelman was een van de spelers die deel uitmaakten van het eerste Wereldkampioenschap voetbal in 1930. Hij stond in het doel tijdens de finale tegen het Uruguayaans voetbalelftal. Argentinië verloor deze finale met 4-2.